# Turnix everetti
Turnix everetti е вид птица от семейство Трипръсткови (Turnicidae). Видът е световно застрашен, със статут Уязвим.

## Разпространение
Видът е разпространен в Индонезия.